# Lewis Mumford
Lewis Mumford (Flushing, Nova York 1895 - 1990) fou un historiador estatunidenc, especialitzat en la història de la tecnologia i de la ciència i de la història de l'urbanisme, matèria en la qual excel·lí.

## Vida i obra
Eminent filòsof i historiador de la tècnica, Lewis Mumford va descriure la gènesi i les conseqüències de la societat industrial. En els seus escrits va desenvolupar una visió del món modern molt crítica, especialment en el cas de les tècniques i les tecnologies militars.
En el temps de la "Caça de bruixes" encapçalada pel senador Joseph McCarthy, les seves posicions van suposar-li ser acusat de simpatitzar amb el comunisme, motiu pel qual el van qüestionar professionalment. Mumford va continuar defensant que el sistema comunista no tenia res a envejar a altres sistemes econòmics. Dit d'una altra manera, les seves posicions anaven més enllà dels límits doctrinals.